# Calamotropha mesostrigalis
Calamotropha mesostrigalis là một loài bướm đêm trong họ Crambidae.